# Савва Тверской
Савва Тверской (ум. 1467) — преподобный Русской православной церкви, игумен Сретенского (или Саввина) монастыря в Тверской губернии.

## Биография
О его детстве и мирской жизни сведений практически не сохранилось, да и прочие биографические сведения о нём очень скудны и отрывочны. Началом иноческой жизни Саввы считают 1397 год, когда в селе Саввино был основан Сретенский Саввин монастырь, куда Савва пришел с братом своим Варсонофием и жил в нем до самой своей смерти в 1467 году. 
Около двадцати лет Савва проходил различные послушания и не имел даже священного сана; только в 1417 году игумен Варсонофий, который был поставлен руководить монастырём Саввой Вишерским, удаляясь в пустыню, передал игуменство брату своему Савве с обязательством «принять священный сан». 
Савва был настоятелем обители около 50 лет; он был очень строг и взыскателен к братии за упущения по службе церковной, нередко виновных бил жезлом. Об этом свидетельствуют дошедшие до наших дней слова Иосифа Волоцкого: «Мы видели блаженного Савву, который настоятельствовал в Саввином монастыре, в Тверской стороне, более 50 лет. Он так заботился о своей пастве, что всегда стоял в церковных дверях с жезлом в руке. Если кто-либо из братии не приходил к началу служения в церковь, или выходил прежде отпуста, или во время пения разговаривал, или переходил с своего места на другое, то преподобный Савва никак не молчал о том, а запрещал, так что не опускал без внимания и малых проступков... Когда нужно, бывал он строг, а когда надобность была, бывал и милостив».
Савва составил особый устав для своей обители, который в настоящее время хранится в московском Успенском соборе, — в конце устава помещена пасхалия, доведенная до 8-й тысячи лет. 
Память преподобного Саввы празднуется 2 марта и с Собором тверских святых.